# مارزبان (سرده)
مارزبان (نام علمی: Ophioglossum) نام یک سرده از تیره مارزبانیان است.